# 僕達急行 A列車で行こう
『僕達急行 A列車で行こう』（ぼくたちきゅうこう エーれっしゃでいこう）は、2012年3月24日に全国東映系劇場にて公開された日本映画作品。鉄道ファンである若者たちの、友情と恋を描いたコメディ映画である。

## 概要
監督・脚本は森田芳光によるオリジナル作品。この作品は森田が30年以上前に温めてきた構想に基づき、折からの鉄道趣味とリンクして企画が起こされた。
主演は松山ケンイチ、瑛太という若手演技派が挑み、共演に貫地谷しほり、村川絵梨、ピエール瀧、笹野高史、西岡徳馬、伊武雅刀、星野知子、伊東ゆかり、松坂慶子といった実力派が脇を固めている。
この作品は2011年12月20日に急性肝不全で死去した森田にとって遺作となった。スタッフロールの最後には「ありがとう 森田芳光」と森田への追悼テロップが掲げられている。
全国204スクリーンで公開され、2012年3月24、25日の初日2日間で興収6,076万200円、動員4万8,334人になり映画観客動員ランキング（興行通信社調べ）で初登場第9位となった。

## ストーリー
「のぞみ地所」の会社員小町圭と「コダマ鉄工所」で働く小玉健太は互いに「鉄道が好き」という共通の趣味をもつ友人同士。ふとしたきっかけで出会った二人は早速意気投合し、鉄道趣味に花を咲かせる。
しかし、趣味も仕事も順調な二人だが、恋愛となるとどうもうまくいかないという同じ悩みを抱えていた。圭は「列車内で車窓を眺めながら音楽を聴く」のが趣味で、彼女とのデートでも列車を選択しようとするが、その趣味が仇となって簡単にふられてしまう。また、健太はまじめな性格ながらも無類の「鉄道」好きだが、父で鉄工所の社長・哲夫のキャバレー通いに誘われ、そこでホステスを紹介するも派手な女性にめっぽう弱く、すぐに幻滅してしまう。
ある日、圭はそれまで住んでいたマンションを追い出され、健太の紹介でコダマ鉄工所の寮に入りながら「トレインビュー」（鉄道が見える景色）が出来る物件を探していたが、そんな圭の元に九州支社への転勤辞令が下る。
転勤先の九州では、のぞみ地所がなかなか取得できない物件がいくつかあった。「青春18きっぷ」で圭のいる福岡に来た健太は、圭と二人で九州のとあるローカル線を旅する。そこで派手な二人の女性を引き連れた鉄道ファンの男性と出会い、これまた意気投合する。
　
のぞみ地所がなかなか口説けない九州の大手食品企業「ソニックフーズ」の新工場誘致に向け、のぞみ地所の社長・北斗みのりが福岡に出向き、「ソニックフーズ」の社長・筑後雅也と交渉する。その席に圭も同席するが、出会った瞬間、いきなり圭と筑後は意気投合する。実は小町圭と小玉健太がローカル線の列車で出会った男性の正体は筑後だったのだ。圭と筑後との出会いにより、事態は一気に好転するが……。

## 撮影
撮影は2010年9月10日、博多・中洲のであい橋から始まり、最初は九州でのロケを先に行った。九州での主なロケ地は久大本線の豊後森駅（大分県）、筑肥線の駒鳴駅（佐賀県）、福岡市地下鉄空港線、直方市の汽車倶楽部、福岡空港、JR博多駅など。九州でのロケは9月23日まで続き、9月26日からはスタジオ撮影も含めた関東エリアでの撮影を行い、10月18日にクランクアップした。関東での主なロケ地はわたらせ渓谷鐵道の列車車内、北千住駅、尾久駅、西日暮里駅、京急の京急蒲田駅、神奈川新町駅、六郷土手駅、鶴見線の海芝浦駅、富士急行線の列車車内、富士山駅の周辺である。
本編に登場する列車の車両数は20路線、車両80系式（種類）にも及び、本編に登場しなくても登場人物や会社等の名称やセリフの中にも特急、急行、快速の列車名などが入っており、そこも数えると数が増す。
ロケでの撮影も各鉄道会社の協力により、通常では撮影許可の下りない区域や実際に走る列車の車内で、しかも通常の運行ダイヤを一切乱すことなく準備から撮影、撤収に至るまで淀みなく行った。
特に駒鳴駅でのロケでは発着する列車の本数もわずか数本しかなく、NGとなった場合は次の列車まで数時間待たなくてはならず、太陽の光が変わってしまう。しかし、撮影スタッフはこの荒業をワンテイクで撮影することが出来た。

## キャスト
登場する人物や会社の名前には、特急列車、急行列車、快速列車の愛称名が入っている。
小町圭：松山ケンイチ
（名前は「こまち」から）
のぞみ地所（名前は「のぞみ」から）社員で一人暮らし。列車に乗って車窓を眺め、音楽を聴くのが趣味。九州支社へ転勤の辞令が出るも、九州の鉄道のことを思い出し、むしろ歓迎する。
小玉健太：瑛太
（名前は「こだま」から）
コダマ鉄工所の社員。何らかの音を鉄道車両の音のように感じる無類の鉄道好き。派手な女性にはめっぽう弱い。
相馬あずさ：貫地谷しほり
（名前は「あずさ」から）
眼鏡店に勤める美人OL。プライドが高い上に結婚願望が強く、積極的な恋愛好き。結婚を前提に圭と付き合っている。
日向みどり：村川絵梨
（名前は「ひゅうが」「みどり」から）
のぞみ地所社長秘書。圭のことに関しては「少し好き」と言うほどほのかな思いを寄せている。
筑後雅也：ピエール瀧
（名前は「ちくご」から）
九州の大手食品企業・ソニックフーズ（名前は「ソニック」から）の社長。鉄道ファンでHOゲージを集めるのが趣味。
早登野庄一：伊武雅刀
名前は「はやと」、「はやとの風」から）
のぞみ地所が工場誘致をしようとする土地の地主。スペインのサッカーユニフォームを着てジョギングをするのを日課にしている。
大空ふらの：伊東ゆかり
（名前は「おおぞら」、「フラノエクスプレス」から）
哲夫の元・同級生。娘のあやめと健太のお見合いのセッティングを図る一方で、哲夫に思いを寄せている。
大空あやめ：松平千里
（名前は「おおぞら」「あやめ」から）
ふらのの娘。健太とのお見合いで鉄道にも趣味を持ち、鉄道車両のミニチュアが入った弁当を作って健太に与えた。
日向いなほ：星野知子
（名前は「ひゅうが」「いなほ」から）
みどりの母。みどりと二人で本屋に買い物に行った際、偶然圭と出会い、鉄道の話で盛り上がる。
小玉哲夫：笹野高史
（名前は「こだま」から）
健太の父でコダマ鉄工所の社長。女好きでキャバレー通いが大好きだが、結婚願望はない。
天城勇智：西岡徳馬
（名前は「あまぎ」から）
のぞみ地所の専務で社長のご機嫌取りをする傍ら、接待に全力を注ぐ、大のお酒好き。
北斗みのり：松坂慶子
（名前は「北斗」「みのり」から）
のぞみ地所社長。全国各地を旅しながら各地のおいしいものを食するのが趣味。コラーゲンやヒアルロン酸の摂取に余念がない。
湯布院文悟：三上市朗
（名前は「ゆふ」「ゆふいんの森」から）
のぞみ地所九州支社長。圭や北斗社長が九州へ来た時はペナントを持って出迎えた。
谷川信二：菅原大吉
（名前は「たにがわ」から）
のぞみ地所部長。庶民派の性格で小さなことに幸せを感じている。
日輪：戸谷公人
（名前は「にちりん」から）
のぞみ地所九州支社社員。九州支社が手に入れた物件を圭に見せに行く。「バイオハザード」などのテレビゲームが趣味。
アクティ：ジュン（副島淳）
（名前は快速「アクティー」から）
コダマ鉄工所社員。関西弁を話すが、意味をあまり理解できていない様子。
ユーカリ：デイビット矢野
（名前は「ユーカリが丘」から）
コダマ鉄工所社員。アクティの同僚でツッコミ役。アクティと共にいつも昼食を健太におごってもらっている。
その他：伊藤克信、中村靖日、近野成美、田村ツトム、橋本一郎、大和田悠太、山田キヌヲ、好井ひとみ、南田裕介、那波一寿、鈴木亮平　ほか

## スタッフ
- 監督・脚本：森田芳光
- 音楽：大島ミチル
- 主題歌：RIP SLYME「RIDE ON」
- 撮影：沖村志宏
- 美術：和田洋
- 編集：川島章正
- 照明：渡邊三雄
- 録音：高野泰雄
- 音響効果：伊藤進一
- スクリプター：森永恭子
- 装飾：湯澤幸夫
- 衣装：宮本まさ江
- 監督補：杉山泰一
- 助監督：増田伸弥
- 製作担当：橋本靖
- 現像：東映ラボ・テック
- 鉄道アドバイザー：米山淳一
- 撮影協力：JR九州、JR東日本、JR西日本ロケーションサービス、福岡市地下鉄、わたらせ渓谷鐵道、富士急行、京浜急行電鉄
- 製作者：香月純一、木下直哉、大下聡、日達長夫、栗原正和、和崎信哉、篠田芳彦、平城隆司ほか
- プロデューサー：白倉伸一郎、三沢和子、川田亮
- 製作プロダクション：東映東京撮影所
- 製作：「僕達急行」製作委員会（東映・木下グループ・バンダイビジュアル・東映ビデオ・フィールズ・WOWOW・アサツー ディ・ケイ・東映アニメーション・テレビ朝日・朝日放送・イノベーションデザイン・メ〜テレ・北海道テレビ放送・九州朝日放送・読売新聞社・長崎文化放送・熊本朝日放送・大分朝日放送・鹿児島放送）
- 配給：東映

## 受賞
- 第67回毎日映画コンクール 音楽賞 - 大島ミチル[4][5]

## シリーズ化構想
主演松山ケンイチ・瑛太コンビでシリーズ化構想があり、次作は瀬戸大橋線など、広島・岡山を舞台とする構想だった。森田監督も「ホンを書く」とノリ、3作目は北海道を予定していた。東映から「1本目の結果を見てから」と伝えられていたが、公開が延びたことで森田が亡くなり実現しなかった。